# Les mares del Tercer Reich
Les mares del Tercer Reich (originalment en francès, Malgré-elles) és un telefilm de ficció de Denis Malleval amb Flore Bonaventura i Macha Méril. Es va presentar fora de competició com a part del Festival de la fiction TV de 2012. 4 milions d'espectadors, és a dir, un 14,9% de quota d'audiència van seguir l'estrena el 9 d'octubre de 2012. Es va emetre el 9 d'octubre de 2012 a France 3. S'ha doblat al valencià per a À Punt, que va estrenar-la el 18 de setembre de 2022.

## Sinopsi
Dues joves alsacianes, l'Alice i la Lisette, s'incorporen per la força en una fàbrica alemanya per fabricar obusos. Sospitoses de sabotatge, són deportades a Lebensborn, on treballen com a ajudants domèstiques. La Lisette, que és considerada de raça ària, és víctima de violació per part d'un SS alemany com a part d'un programa pronatalista. L'Alice s'escapa d'aquest tracte perquè és morena i no correspon als criteris de selecció racistes. La Lisette, ja embarassada, i l'Alice aconsegueixen escapar-ne. La Lisette dona a llum una nena en un convent i se suïcida. L'Alice adopta el nen i es casa amb un benèvol oficial alemany. L'escena final mostra l'Alice i el seu antic marit explicant la història a la seva neta (nascuda de la seva filla adoptiva), que està embarassada del seu besnet.

## Repartiment
- Flore Bonaventura: Alice Fabre/Alicia Faberlicht
- Louise Herrero: Lisette Weiss
- Maria Derrien: Christina
- Matthias Dietrich: Dassler
- Maud Galet-Lalande: Karla
- Pierre Kiwitt: Hugo Steiner
- Macha Méril: Alice de gran
- Manuela Biedermann: senyora Sprenger
- Philippe Ohrel: el metge
- Marie Schoenbock: Ingrid
- Hildegard Schroedter: Wilma
- Anne Somot: Olga
- Julia Thurnau: Trudl
- Oliver Walser: Fritzmann
- Laura Weissbecker: Justine
- Angelika Schollmeyer: la mare de l'Alice